# Sibylline (auteur)
Pour les articles homonymes, voir Sibylline (homonymie).
Sibylline, née le 1er mars 1978 à Paris en France, est une scénariste de bande dessinée française. Elle tire son nom de plume de la petite souris éponyme créée par Raymond Macherot.

## Biographie
Parisienne de naissance, Sibylline doit son prénom au personnage de la petite souris créé par l'auteur de bande dessinée Raymond Macherot.
En 2008, Sibylline scénarise l'album collectif Premières fois (éditions Delcourt), sous la direction de David Chauvel , puis en 2010, elle scénarise le one-shot Le trop grand vide d'Alphonse Tabouret, avec un dessin de Jérôme d'Aviau ; le récit est plutôt bien accueilli par la critique, notamment sur BoDoï  et Actua BD .

## Œuvre

### Scénarios de bande dessinée
- Nous n'irons plus ensemble au canal Saint Martin[7], scénario de Sibylline et Loïc Dauvillier, dessin de Capucine, Jérôme d'Aviau et François Ravard; éditions les Enfants Rouges, 2007.  (ISBN 2-354-19008-5)
- Premières Fois, scénario de Sibylline, dessins de différents auteurs sous la direction de David Chauvel, Delcourt, coll. « Mirages », 2008 ; 10 chapitres :

1. Première Fois, dessiné par Alfred
2. Sex-Shop, dessiné par Capucine
3. Fantasme, dessiné par  Jérôme d'Aviau
4. 1 + 1, dessiné par Virginie Augustin
5. 2 + 1, dessiné par Vince
6. Nulle, dessiné par Rica
7. Club, dessiné par Olivier Vatine
8. Soumission, dessiné par Cyril Pedrosa
9. Sodomie, dessiné par Dominique Bertail
10. X-rated, dessiné par Dave McKean

- Le trop grand vide d'Alphonse Tabouret, scénario de Sibylline, dessins de Jérôme d'Aviau, calligraphies de Capucine, éditions Ankama, 2010
- Sous l'entonnoir[8], scénario de Sibylline, dessins et couleurs de Natacha Sicaud, Delcourt coll. « Mirages », 2011  (ISBN 978-2-7560-2459-2)
- Axolot (collectif sous la direction de Patrick Baud, série en cours)[9]

1. Axolot T.1  Histoires extraordinaires & sources d'étonnement[10] de Patrick Baud, Delcourt, 2014, (segment L'île des poupées avec Capucine)

- C'est pas toujours pratique d’être une créature fantastique !, dessins de Marie Voyelle, Des ronds dans l'O.

1. La Licorne (2015) [11]
2. La Sirène (2015)
3. Le Loup-Garou (2015)
4. Le Dragon (2016)
5. La Sorcière (2017)
6. La Momie (2018)
7. Le Fantôme (2019)

- Rat et les animaux moches [12],[13], scénario de Sibylline, dessins de Jérôme d'Aviau, calligraphies de Capucine, éditions Delcourt, 2018

- Athéna, co scénariste avec Frédéric Bagères, dessin de Marie Voyelle.

1. Athéna 01 - À l'école du mont Olympe (2018)
2. Athéna 02 - À la recherche de ses pouvoirs (2019)
3. Athéna 03 - Le délégué venu du froid (2020)
4. Athéna 04 - Les douze travaux de la Pythie (2021)